# Koch (condado)
O Condado de Koch é uma área administrativa do estado de Unidade, Sudão do Sul. Sua sede é na cidade de Koch.